# Ghiacciaio dei Bossons
Il ghiacciaio dei Bossons è un ghiacciaio situato sul lato nord (lato francese) del massiccio del Monte Bianco.

## Descrizione

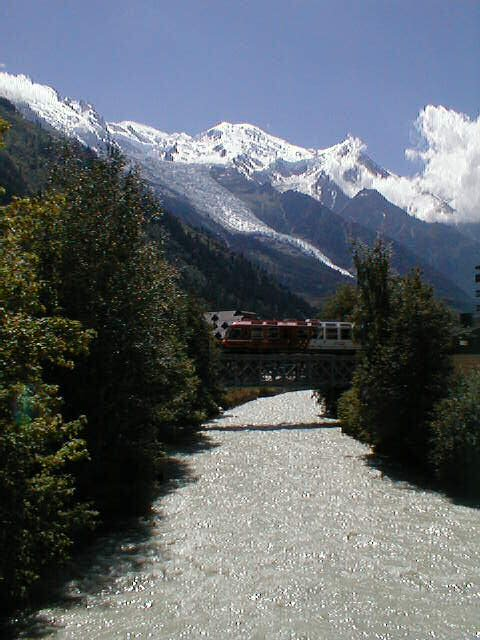
A Chamonix il fiume Arve e, sullo sfondo, il ghiacciaio dei Bossons.

Il ghiacciaio prende forma dal versante nord della vetta del Monte Bianco ad un'altezza di 4800 m e scende fin sull'abitato della frazione di Chamonix detta dei Bossons a quota di 1500 m. Di qui prende il nome. Nelle sue vicinanze inizia, dalla parte francese, il traforo del Monte Bianco. Su uno sperone affiorante dal ghiacciaio è costruito il rifugio dei Grands Mulets.